# بوستون داینامیکس
بوستون داینامیکس (به انگلیسی:Boston Dynamics) شرکتی آمریکایی در زمینه تولید ربات است. این شرکت تولید ربات‌های متنوع که می‌توانند در صنعت و امور نظامی استفاده شوند را در کارنامه کاری خود دارد.
بوستون داینامیکس شرکتی است که طراحی و ساخت روبات سگ بزرگ (به انگلیسی:BigDog) (روبات چهارپایی که برای ارتش ایالات متحده طراحی شد) و توسعه DI-Guy (پروژه نرم‌افزاری برای شبیه‌سازی انسان واقعی) را انجام داده است.

## تاریخچه شرکت بوستون داینامیکس
بوستون داینامیکس یک شرکت مهندسی ساخت ربات است که در سال ۱۹۹۲ به عنوان موسسه تکنولوژی ماساچوست تأسیس شد و فعالیت خود را آغاز کرد. امروزه بوستون داینامیکس را بیشتر به دلیل ربات‌های کوهنوردش می‌شناسیم که اکثراً فیلم آنها در یوتیوب منتشر شده است. یا ربات‌هایی را از این شرکت مشاهده می‌کنیم که تلاش می‌کنند تعادل خود را روی یخ حفظ کنند.

### آغاز به کار شرکت بوستون داینامیکس
موسس این شرکت مارک رایبرت (Marc Raibert) است که از دهه ۸۰ میلادی بر روی ساخت و توسعه ربات‌ها کار می‌کنند. وی در سال ۱۹۸۶ توانست رباتی با یک پا بسازد که می‌توانست تعادل خود را بعد از پرش حفظ کند. این دستاورد گام بزرگی در جهت پیشرفت وی در زمینه ساخت ربات و همچنین در صنعت رباتیک رقم محسوب می‌شد. با تأسیس شرکت بوستون داینامیکس سایر ایده‌های ساخت ربات نیز توسط مارک رایبرت نیز عملی شد. درواقع این شرکت در سال ۱۹۹۲ زمانی که مارک رایبرت در آزمایشگاه دانشگاه MIT کار می‌کرد تاسیس شد و عده‌ای از کارشناسان این عرصه بدین وسیله گرد هم آمدند و فعالیت خود را در زمینه ساخت ربات آغاز کردند. چندی بعد هم در سال ۱۹۹۵ این شرکت خود را به‌طور کامل از دانشگاه جدا کرد.

### خرید بوستون داینامیکس توسط گوگل
در ۲۰ سال اولی که از فعالیت بوستون داینامیکس می‌گذشت، ارتش آمریکا به عنوان اصلی‌ترین حامی مالی این شرکت شناخته می‌شد. در سال ۲۰۱۳ گوگل تصمیم گرفت این شرکت را به همراه چند استارتاپ رباتیک دیگر خریداری کند. اما در سال ۲۰۱۷ گوگل آن را به یک شرکت ژاپنی به نام SoftBank فروخت. دلیل این موضوع هم به گفته کارشناسان و خبرنگاران این بوده که بوستون داینامیکس و گوگل نتوانسته بودند به یک درک استراتژیک مشترک برای ادامه فعالیت در این زمینه برسند. چرا که گوگل امیدوار بود تا محصولی تجاری تولید کند. اما در طرف مقابل مهندسین بوستون داینامیکس قصد داشتند همچنان برای بهبود ویژگی‌های فنی ربات‌های خود تلاش کنند و مشخصات آنها را بدون نگرانی در مورد تولید محصولات تجاری مناسب بازار بهبود ببخشند.

## محصولات بوستون داینامیکس
- سگ بزرگ BigDog[۵]
- چیتا Cheetah[۶]
- سگ کوچک LittleDog[۷]
- RiSE[۸]
- کک شن SandFlea[۹]
- PETMAN[۱۰]
- LS3[۱۱]
- اطلس Atlas[۱۲]
- RHex[۱۳]
- کوچک Spot Mini
- هماهنگ‌کننده Handle